# Pierre-Alain Leleu
Pour les articles homonymes, voir Leleu.
Pierre-Alain Leleu (ou PAL) est un acteur français né le 21 mai 1966 à Villefranche-sur-Saône.

## Biographie
Après des études d'ingénieur, Pierre-Alain Leleu enseigne les mathématiques jusqu'à l'âge de 25 ans, puis il finit par céder à sa passion pour le théâtre. Il suit des cours d'art dramatique avec Niels Arestrup.
Il partage son temps entre le jeu, la mise en scène et l'écriture de théâtre.
En 1996, il intègre la troupe de Roger Louret Les Baladins en Agenais, participe à de nombreux spectacles montés à Monclar (Lot-et-Garonne), comme La Veuve futée de Carlo Goldoni, Andromaque de Jean Racine, La Fleur à la bouche de Luigi Pirandello, Il court... il Courteline, Les Cancans de la Butte, Les Caprices de Marianne d'Alfred de Musset, Embrassons-nous, Folleville ! d'Eugène Labiche, Les Années Deauville... mis en scène par Roger Louret.
Il travaille également sous la direction de Nicolas Briançon dans Faisons un rêve de Sacha Guitry et dans Jacques et son maître de Milan Kundera (3 nominations aux Molières 1999).
Touche-à-tout, il monte et joue lui-même plusieurs pièces, dont le très remarqué[réf. souhaitée] et sulfureux DAF (pour Donatien Alphonse François, marquis de Sade) et Le Conte des contes, on le voit dans les séquences musicales des Années tubes sur TF1, il écrit des sketches pour Michel Muller dans Fallait pas l'inviter sur Canal+. Il écrit également de nombreuses adaptations pour le théâtre.
Sa collaboration avec Nicolas Briançon l'amène régulièrement à être son assistant et à devenir directeur de production du Festival de Bonaguil et administrateur de la création du Festival d'Anjou. Au 60e, en 2009, il présente une interprétation revisitée de la Tyrolienne haineuse de Pierre Dac et Francis Blanche, rendue célèbre jadis par Les Quatre Barbus.
Depuis 2019, Il est, en plus de ses activités artistiques, administrateur du Théâtre de la Pépinière

## Filmographie
- 1989 : Manon Roland, téléfilm d'Édouard Molinaro
- 1991 : Les Hordes, court métrage de Jean-Claude Missiaen
- 1996 : Le Jaguar, de Francis Veber
- 1996 : La Salle d'attente, de Pierre Minot
- 1998 : Place Vendôme, de Nicole Garcia
- 1998 : La Photographie, de Pierre Minot
- 2001 : Le Mal du pays, de Laurent Bachet
- 2018 : Les Michetonneuses, d'Olivier Doran (film TV)

## Théâtre
- Le Père humilié de Paul Claudel, mise en scène Sandrine Langélus
- Un procès de J.P. Veytizoux, mise en scène J.P. Veytizoux
- Paris 1989, d'Olivier Massart, mise en scène Olivier Massart
- Le théâtre cessa de Michel Muller, mise en scène Michel Muller
- Le 9 Thermidor d'H. Bonnias, mise en scène Guy Sabatier
- La Noce chez... d'après Molière, mise en scène Laurent Rey
- La Princesse du silence de Christophe Seurreau
- Bugey sur scène d'Yves Beaud, mise en scène Joël Lagarde
- Un caprice d'après Alfred de Musset, mise en scène Joël Lagarde
- La Veuve futée de Carlo Goldoni, mise en scène Roger Louret
- Andromaque de Racine, mise en scène Roger Louret
- La Fleur à la bouche de Luigi Pirandello, mise en scène Roger Louret
- Il court... il Courteline de Georges Courteline, mise en scène Roger Louret
- Les Cancans de la Butte, spectacle musical mise en scène Roger Louret
- D.A.F. Marquis de Sade de Pierre-Alain Leleu, mise en scène Pierre-Alain Leleu
- Les Caprices de Marianne d'Alfred de Musset, mise en scène Roger Louret
- Faisons un rêve de Sacha Guitry, mise en scène Nicolas Briançon
- Fais-moi une scène... d'amour de Patrick Andrieu
- 1998 : Jacques et son maître de Milan Kundera, mise en scène Nicolas Briançon, Théâtre de la Madeleine, Théâtre Hébertot
- 2000 : Le conte des contes de Pierre-Alain Leleu[2]
- Embrassons-nous, Folleville ! d'Eugène Labiche, mise en scène Roger Louret
- Disputons-nous de Sacha Guitry, Georges Feydeau etc., mise en scène Patrick Andrieu
- Les Années Deauville spectacle musical de Roger Louret
- Le Guide de Pierre Malvy, mise en scène Nicolas Briançon
- 2006 : Pygmalion de George Bernard Shaw, mise en scène Nicolas Briançon, Théâtre Comedia
- 2006 : La guerre de Troie n'aura pas lieu de Jean Giraudoux, mise en scène Nicolas Briançon, Théâtre Silvia-Monfort
- 2009 : La Nuit des rois de William Shakespeare, mise en scène Nicolas Briançon, Festival d'Anjou, Théâtre Comédia
- 2009 : 60ème anniversaire du Festival d'Anjou, mise en scène Nicolas Briançon, Festival d'Anjou
- 2012 : Cabaret Canaille de et mise en scène Nicolas Briançon, Théâtre de la Pépinière
- 2013 : Songe d'une nuit d'été de William Shakespeare, mise en scène Nicolas Briançon, Théâtre de la Porte Saint Martin
- 2013 : D.A.F. Marquis de Sade de Pierre-Alain Leleu, mise en scène Nicolas Briançon
- 2013 : Y'a d'la joie de Nicolas Briançon, mise en scène Nicolas Briançon, Festival d'Anjou
- 2013 : Mensonges d’États de Xavier Daugreilh, mise en scène Nicolas Briançon, Théâtre de la Madeleine
- 2014 : Roméo et Juliett" de William Shakespeare, mise en scène Nicolas Briançon, Théâtre de la Porte Saint Martin
- 2015 : Voyages avec ma tante de Graham Greene, mise en scène Nicolas Briançon, La Pépinière-Théâtre
- 2015 : Marie Tudor de Victor Hugo, mise en scène Philippe Calvario, La Pépinière-Théâtre
- 2015 : Paris Broadway de Nicolas Briançon, mise en scène Nicolas Briançon, Festival d'Anjou
- 2015 : Irma la Douce de Alexandre Breffort et Marguerite Monnot, mise en scène Nicolas Briançon, La Pépinière-Théâtre
- 2017 : 12 hommes en colère de Réginald Rose, mise en scène Charles Tordjman, Théâtre Hébertot
- 2018 : Voyages avec ma tante de Graham Greene, mise en scène Nicolas Briançon, Théâtre Hébertot
- 2019 : Jacques et son maître de Milan Kundera, mise en scène Nicolas Briançon, Festival d'Anjou
- 2019 : La Souricière de Agatha Christie, mise en scène Nicolas Briançon, La Pépinière-Théâtre
- 2021 : Jacques et son maître de Graham Greene, mise en scène Nicolas Briançon, Théâtre Montparnasse
- 2022 : Comme il vous plaira de William Shakespeare, mise en scène Léna Bréban, La Pépinière-Théâtre
- 2025 : Monstre sacré de Renata Litvinova, théâtre Hébertot

### Dramaturge
- D.A.F. Marquis de Sade (pièce de théâtre)
- Le conte des comtes (pièce de théâtre)
- Fallait pas l'inviter (sketches Canal +)
- Un gars une fille (sketches France 2)
- Le songe d'une nuit d'été (co-adaptation de la pièce de William Shakespeare avec Nicolas Briançon)
- Volpone (co-adaptation de la pièce de Ben Jonson avec Nicolas Briançon)
- Roméo et Juliette (co-adaptation de la pièce de William Shakespeare avec Nicolas Briançon)
- La mégère apprivoisée (adaptation de la pièce de William Shakespeare)
- Fracked (adaptation de la pièce de Alistair Beaton)
- Mado (pièce de théâtre)
- La facture (adaptation de la pièce de Françoise Dorin)
- Double Double (adaptation de la pièce de Roger Rees et Rick Elice)
- Le Jardin du Bossu (adaptation du roman de Franz Bartelt)
- La souricière (adaptation de la pièce de Agatha Christie)
- Comme il vous plaira (adaptation de la pièce de William Shakespeare)
- La bal des folles (adaptation du roman de Victoria Mas)
- Barbe Bleue (adaptation du roman de Amélie Nothomb)
- Femmes en colère (adaptation du roman de Mathieu Menegaux)